# يان كاريو
يان كاريو (بالإنجليزية: Jan Carew) (24 سبتمبر 1920 في غيانا البريطانية - 5 ديسمبر 2012)؛ شاعر، فنان وروائي غياني.